# Fundacja Russkij mir
Fundacja „Russkij mir” (ros. Русский мир, pol. Rosyjski świat) – rosyjska fundacja utworzona w 2007 roku, działająca pod patronatem i ścisłą kontrolą władz Federacji Rosyjskiej, której formalnym celem jest promocja języka i kultury rosyjskiej, w szczególności w państwach powstałych po rozpadzie Związku Radzieckiego. Jej działalność ściśle wpisuje się w działania z zakresu dyplomacji publicznej, które są realizowane przez Rosję na terenie byłego ZSRR i w innych państwach świata.

## Struktura organizacyjna
Fundację powołano do życia dekretem prezydenta Władimira Putina z 21 czerwca 2007 roku. Jej założycielami są dwa rosyjskie resorty: Ministerstwo Spraw Zagranicznych i Ministerstwo Edukacji i Nauki. Ośrodek Studiów Wschodnich określa ją mianem „państwowej organizacji pozarządowej”.
Najwyższym organem fundacji jest Rada Powiernicza, pełniąca funkcję organu kontrolno-nadzorującego. Jej przewodniczącego i członków mianuje prezydent Federacji Rosyjskiej. Bieżącą działalnością fundacji kieruje Zarząd, którego przewodniczący i członkowie również są mianowani przez prezydenta.
Dyrektorem wykonawczym fundacji jest dr Wiaczesław Nikonow, wnuk Wiaczesława Mołotowa. W jej organach zasiada wielu intelektualistów, prawosławnych duchownych i członków rosyjskiej elity władzy. Członkami zarządu fundacji są m.in. minister spraw zagranicznych Siergiej Ławrow i reżyser Nikita Michałkow.
Działalność fundacji jest finansowana z budżetu państwa rosyjskiego, a także z dobrowolnych wpłat i darowizn. Fundacja nie publikuje rocznych sprawozdań finansowych, stąd precyzyjne określenie wielkości jej budżetu pozostaje utrudnione. W 2016 roku szacowano, że wynosi około 500 mln rubli (15 mln USD). W tymże roku fundacja miała zatrudniać 80 pracowników.

## Cele działalności
Oficjalnie celem fundacji jest promocja języka i kultury rosyjskiej. Tym samym ma pełnić rolę zbliżoną do organizacji takich jak British Council czy Goethe-Institut. Jej sztandarowym projektem jest budowa i utrzymywanie sieci Centrów Rosyjskich, które działają w różnych państwach świata. Głównymi regionami oddziaływania są terytoria byłych republik radzieckich. Według danych za 2016 rok fundacja koncentrowała swoją działalność na Ukrainie, gdzie rocznie realizowano projekty o wartości około 1 mln USD. Na drugim miejscu na liście państw priorytetowych uplasował się Kazachstan.
Fundacja jest jedną z instytucji, które działają na rzecz promowania koncepcji „rosyjskiego świata” (ros. Russkij mir), który opierać ma się na trzech fundamentach: religii prawosławnej – skupionej wokół urzędu patriarchy moskiewskiego i całej Rusi, wspólnocie języka i kultury, a także wspólnej pamięci historycznej, obejmującej czasy od średniowiecza, przez imperium Romanowów, do okresu Związku Radzieckiego. Terytorialnym jądrem „rosyjskiego świata” jest wedle tej ideologii tzw. Święta Ruś, czyli obszar współczesnej Rosji, Ukrainy i Białorusi, przez patriarchat moskiewski zawsze uważany za teren własnej strefy wpływów. Wiaczesław Nikonow, który stoi na czele fundacji, promuje jednakże nieco szerszą koncepcję „ruskiego miru”, postrzegając go jako twór „wieloetniczny, wielojęzykowy, społecznie i etnicznie heterogeniczny oraz podzielony geograficznie, ale zjednoczony poprzez świadomość potrzeby zaangażowania dla Rosji”.
Fundacja ściśle współpracuje z patriarchatem moskiewskim. Jest także zaangażowana w rosyjskie działania z zakresu polityki historycznej, kładące w szczególności nacisk na podkreślanie decydującego wkładu ZSRR w zwycięstwo nad nazistowskimi Niemcami (patrz: Wielka wojna ojczyźniana).
Do 2014 roku fundacja Russkij mir założyła 90 ośrodków w 41 krajach na całym świecie. W 2016 roku ich liczbę szacowano już na około 100. Ośrodki te są tworzone we współpracy z lokalnymi instytucjami edukacyjnymi.
Wspólnie z agencją Rossotrudniczestwo fundacja Russkij mir organizuje w cyklu rocznym tzw. Zjazd Rosyjskiego Świata, międzynarodowe kongresy nauczycieli i wykładowców języka rosyjskiego, a także inne wydarzenia.

## Fundacja Russkij mir jako narzędzie polityki zagranicznej Rosji
W praktyce działalność fundacji wpisuje się w cele polityki zagranicznej Rosji, która poprzez działania z zakresu soft power, w tym w sferze nauki i edukacji, usiłuje wzmocnić swoją pozycję na arenie międzynarodowej, w tym zwłaszcza swoje wpływy w państwach powstałych po rozpadzie Związku Radzieckiego. Jest jednym z podmiotów, którym Kreml powierzył zadanie przeciwdziałania westernizacji krajów postsowieckich i utrzymania ich w politycznej i kulturowej orbicie Rosji.
Russkij mir jest oskarżana, że pod pretekstem pielęgnowania i ochrony rosyjskiego języka i kultury działa na rzecz zaostrzenia podziałów etnicznych w państwach byłego ZSRR, w tym poprzez polityzację kwestii możliwości posługiwania się w nich językiem rosyjskim.
Fundacja zajmuje się także pomocą i koordynacją działalności prorosyjskich organizacji pozarządowych. Choć jest formalnie organizacją kulturalną, beneficjentami udzielanej przez nią pomocy finansowej są także prorosyjscy politycy i aktywiści. Na Ukrainie granty z fundacji otrzymywały przede wszystkim te projekty, które pozytywnie zarekomendował polityk prorosyjskiej Partii Regionów Wadym Kołesniczenko. Na Łotwie wśród osób, którym Russkij mir udzielił finansowego wsparcia, był Aleksandr Gaponenko – inicjator rozpisania referendum w sprawie uznania języka rosyjskiego drugim językiem państwowym, kilkukrotnie zatrzymywany przez łotewskie służby specjalne pod zarzutem wzniecania nienawiści narodowościowej i podważania suwerenności i integralności terytorialnej kraju.
W 2014 roku, po aneksji Krymu, Russkij mir wspólnie z agencją Rossotrudniczestwo organizowała apele poparcia dla władz Rosji.
Decyzją z dnia 21 lipca 2022 r. Rada Unii Europejskiej nałożyła na fundację sankcje za wspomaganie działań podważających integralność terytorialną, suwerenność i niezależność Ukrainy.